# Michel Ngapanoun
Michel Ngapanoun, est un dirigeant d'entreprise camerounais. Il est PDG de la société Hysacam.